# Emil Hegle Svendsen
Emil Hegle Svendsen (født 12. juli 1985 i Trondheim) er en norsk tidligere skiskytte, som har vundet en række VM- og OL-medaljer og i 2008 var top-udfordrer til legenden Ole Einar Bjørndalen.

## Sportskarriere
Ved verdensmesterskabet 2008 i Östersund vandt han guld i to discipliner og ved VM 2009 i Pyeongchang var han med til at vinde guld for det norske 7,5 km stafethold. Desuden har han siden 2005 vundet elleve sejre og kommet på podiet yderligere fjorten gange i World Cuppen. 
Svendsen deltog første gang ved de olympiske vinterlege i 2006 i Torino, hvor han stillede op på 15 km massestart og blev nummer seks.
Ved vinter-OL 2010 i Vancouver deltog Svendsen i fem konkurrencer, og hans dårligste placering blev en trettendeplads i 15 massestart, mens han blev nummer otte på 12,5 km forfølgelsesløb. I 10 km sprint vandt han sølv i tiden 24.20,0 minutter (et fejlskud), hvilket var 12,2 sekunder efter den overraskende vinder, franskmanden Vincent Jay, og 1,8 sekund foran den lige så overraskende bronzevinder, kroaten Jakov Fak. Han vandt derudover to guldmedaljer. Den første kom på 20 km, hvor han med tiden 48.22,5 minutter var mere end ti sekunder hurtigere end sølvvinderne, Siarhei Novikau fra Hviderusland og Ole Einar Bjørndalen. Desuden var han med på det norske 4×7,5 km stafethold, der vandt guld foran Østrig og Rusland. Udover Svendsen bestod det norske hold af Bjørndalen, Halvard Hanevold og Tarjei Bø.
Ved legene fire år senere i Sotji klarede han sig næsten lige så godt, selv om han under hele legene havde problemer med sit åndedræt. Han vandt medaljer i tre af de seks konkurrencer, han stillede op i. Den eneste individuelle medalje, han vandt, kom i 15 km massestart, hvor han kæmpede en indædt kamp med franskmanden Martin Fourcade om sejren, og det så ud til, at han skulle sejre, da han skød frem på de sidste meter, men kort inden målstregen rejste han sig for at juble, hvorpå Fourcade skød frem igen, så de to passerede målstregen samtidig. Målfotoet afslørede dog, at Svendsen akkurat var forrest og dermed vandt guld. Dagen efter løb han mix stafet, hvor han sammen med Tora Berger, Tiril Eckhoff og Bjørndalen sejrede sikkert mere end et halvt minut foran tjekkerne og næsten et minut foran Italien. Hans sidste medalje kom i mændenes stafet, hvor han løb sidste tur efter brødrene Tarjei og Johannes Thingnes Bø samt Bjørndalen. Disse tre sikrede Norge en pæn føring, men Svendsen kunne ikke leve op til dette og ramte forkert på hele fire skud, hvilket betød, at nordmændene måtte nøjes med bronzemealjerne, næsten et minut efter de tyske vindere og over tyve sekunder efter de østrigske sølvvindere. Hans øvrige resultater ved disse lege blev en niendeplads i 10 km sprint, en sjetteplads i 12,5 km forfølgelsesløb og en syvendeplads på 20 km.
Svendsens sidste OL blev vinter-OL 2018 i Pyeongchang, hvor han vandt yderligere tre medaljer. Han vandt bronze i 15 km massestart, hvor han på de sidste meter skød frem og holdt tyskeren Erik Lesser bag sig, mens Fourcade og tyskeren Simon Schempp var mere end ti sekunder foran og kom ind i samme tid; denne gang var det Fourcade, der var bedst på målfotoet og vandt guld. Hans øvrige medaljer kom i stafetterne, hvor han først sammen med Marte Olsbu, Eckhoff og Johannes Bø sikrede Norge sølv i mix stafetten. Her var de mere end ti sekunder efter franskmændene, og finalen blev endnu engang en kamp mellem Fourcade og Svendsen, hvor førstnævnte sikrede fransk guld, mens italienerne blev nummer tre. I mændenes stafet sikrede Lars Helge Birkeland og brødrene Bø nordmændene et forspring, inden Svendsen løb sidste tur, og heller ikke denne gang kunne han holde føringen, men blev overhalet af svenske Fredrik Lindström, så Sverige fik guld, mens Norge fik sølv og Tyskland bronze. I sine øvrige starter ved legene endte han på en tiende-, en attende- og en tyvendeplads. Han var desuden norsk flagbærer ved legenes åbningsceremoni.